# Digitalizacija
 Digitalizacija je proces prevođenja jednog objekta, slike, zvuka, dokumenta ili signala (obično analognog) u digitalni oblik. Rezultat ovog procesa je digitalni objekat, tj. digitalna slika za objekat, ili digitalna forma za signal. Bukvalno gledano, digitalizacija predstavlja beleženje analognog signala u digitalnom obliku. Što bi za dokument značilo da slika objekta prati vizuelni identitet, okvire i strukturu samog objekta.

## Proces
Termin digitalizacija se najčešće koristi kada se različiti oblici informacija, poput teksta, zvuka, slike ili glasa, konvertuju u binarni kod. U binarnom kodu informacija postoji u digitalnom obliku kao jedna od dve cifre, 0 ili 1. Ovako definisana informacija poznata je i pod nazivom bit (cifre u binarnom brojnom sistemu - sistem sa osnovom 2) gde sekvence cifara 0 i 1 konstituišu informaciju koja se naziva bajt.
Analogni signali su konstantne promenljive, i po broju mogućih vrednosti signala u datom trenutku, kao i po broju tačaka u signalu u datom vremenskom periodu. Sa druge strane, digitalni signali se u oba ta aspekta ispoljavaju kao konačni nizovi celih brojeva, dakle digitalizacija u praktičnom smislu podrazumeva aproksimaciju slike koju reprezentuje.
Digitalizacija se odvija kroz dva osnovna procesa:
Diskretizacijuili čitanje analognog signala  A , u pravilnim vremenskim intervalima (frekvenciji), uzorkovanjem vrednosti signala za dati momenat intervala. Svako ovo čitanje naziva se uzorak i može se smatrati neograničeno preciznim u ovom delu procesa;
Kvantizacijau kojoj se uzorci zaokružuju na fiksni skup celih brojeva u procesu u računarskoj terminologiji poznatom kao kvantovanje.
Uopšteno ovi procesi mogu teći i istovremeno, iako se konceptualno razlikuju.

## Primeri
Termin digitalizacija se često koristi da se opiše skeniranje analognih izvora, poput štampanih fotografije i snimljenih video zapisa na kompjuteru radi uređivanja prikaza ovih objekata, ali se takođe može odnositi i na snimanje i reprodukciju zvuka (gde je uzorak određen kilohercima) ili snimanje transformacija teksturnih mapa. U ovom poslednjem slučaju , kao i kod normalne fotografije, uzorak se definiše kao kod rezolucije slike, što znači da se najčešće meri u pikselima po inču.
Digitalizacija je primaran način čuvanja slika u obliku pogodnom za prenos i obradu na računaru, bez obzira da li se radi o objektima skeniranim iz dvodimenzionalnih analognih originala ili uz pomoć uređaja poput digitalnih foto-aparata ili kompjuterizovanih tomografskih instrumenta kao što je CT skener, ili drugim načinima beleženja preciznih dimenzija stvarnog objekta, kao što je npr. motorno vozilo, uz pomoć uređaja za 3D skeniranje.
Digitalizacija je centralna delatnost kod izrade digitalnih prezentacija geografskih područja, gde se koristi raster ili vektorska grafika u geografskim informacionim sistemima, i tako stvaraju elektronske karte, bilo iz slika različitih satelitskih fotografija ili digitalizacijom sa tradicionalnih papirnih izvora: mapa, grafika i fotografija.
"Digitalizacija" se kao termin koristi takođe i da opiše proces popunjavanja različitih baza sa fajlovima ili podacima. Ova upotreba je tehnički nepravilna, ali potiče od prethodnog pravilnog korišćenja termina za opisivanje dela procesa kod digitalizacije analognih izvora, kao što su štampane slike i brošure, u ažuriranju ovih objekata na ciljane baze podataka.
Termin digitalizacija se može koristiti i u oblasti dizajniranja odeće, kada se određene slike oživljavaju kompjuterizovanim mašinama za vez uz pomoć raznih programskih paketa a zatim čuvaju u kompjuteru kao dizajn datoteke (fajlovi). Ovako sačuvani fajlovi se stavljaju na vez mašinu a zatim primenjuju u vezu na tkanini. Najviše podržan format kod ovog primera su DST datoteke.